# Agal·lis
Agal·lis (grec antic: Ἀγαλλίς) va ser una gramàtica de l'illa de Corcira que va escriure sobre Homer. La Suda diu que Agal·lis atribueix a Nausica la invenció dels balls que utilitzen la pilota. Va destacar en gramàtica i retòrica i de les dues disciplines en donava lliçons a la ciutat de Corcira. Sembla que va escriure alguns tractats. Estaci esmenta un escriptor sota el nom d'Agàl·lies (llatí: Agallias) que era de Corcira i que va escriure sobre Homer, i que devia ser la mateixa persona o el seu pare.